# Six Degrees of Inner Turbulence (brano musicale)
Six Degrees of Inner Turbulence è un brano del gruppo musicale statunitense Dream Theater, ultima traccia del sesto album in studio omonimo.
Si tratta di una suite di 42 minuti, la quale occupa interamente il secondo disco dell'album. Il riferimento al numero sei è accentuato dal fatto che tale brano sia la sesta traccia del sesto album del gruppo. Inoltre, anche la copertina interna dell'album presenta la struttura muscolare di una mano che presenta sei dita.

## Il brano
È il più lungo brano mai inciso dai Dream Theater. Secondo la volontà di Mike Portnoy, la suite doveva essere composta da un'unica traccia, in modo da essere percepita come una singola canzone, come era già accaduto con A Change of Seasons. Tuttavia, lo stesso Portnoy, dopo alcuni ascolti, si è reso conto che per un ascoltatore poteva risultare molto fastidioso dover far scorrere la traccia per riuscire ad ascoltare una particolare sezione; pertanto è stato deciso di suddividere in tracce separate i vari movimenti interni. Per rendere maggiormente l'idea di un'opera, la prima e l'ultima traccia sono state chiamate Overture e Grand Finale.
Il testo della canzone esplora le storie di sei persone affette da varie malattie mentali. Il titolo è un riferimento alla teoria dei sei gradi di separazione secondo cui due individui possono essere collegati l'uno con l'altro attraverso una catena di conoscenze con non più di cinque intermediari. Tuttavia il riferimento a tale teoria si ferma solo al titolo, ma è come se il gruppo volesse proporre una specie di "teoria" in cui le storie di queste persone, completamente diverse e indipendenti, possono essere ricondotte ad un unico discorso.
Il World Tourbulence del 2002 è stato diviso in due parti; durante la prima serie di concerti, tale canzone è stata completamente tralasciata dalla scalette (che invece comprendevano i brani del primo disco). Durante il tour estivo, invece il gruppo ha eseguito la suite nella sua interezza. Nei tour successivi, invece, era possibile che il gruppo inserisse nelle scalette solo un paio di movimenti, eseguiti in sequenza. Il brano è poi stato eseguito interamente insieme a un'orchestra il 1º aprile 2006 al Radio City Music Hall di New York, concerto conclusivo del tour di supporto all'album Octavarium. Tale concerto è stato successivamente immortalato nell'album dal vivo e DVD Score: 20th Anniversary World Tour.

## Analisi
- I. Overture – L'introduzione strumentale presenta tutti i temi dei vari movimenti, anche se alcuni sono presentati in maniera diversa da come si presenteranno nelle rispettive tracce. Ad esempio il tema di Solitary Shell viene presentato su un tempo terzinato e con un incedere più lento di come compare nel relativo movimento. Vi è un tema che è presentato più volte: due volte all'inizio, al centro, e nuovamente al termine della traccia. Tale tema tornerà anche nell'assolo di Goodnight Kiss e nel Grand Finale.
- II. About to Crash – Viene presentata la vicenda di una ragazza affetta da disturbo bipolare, che alterna periodi di iperattività ed euforia ad altri di depressione.
- III. War Inside My Head – Il protagonista di questa traccia è un reduce di guerra affetto da disturbo post-traumatico da stress, che non riesce a liberare la mente dalle immagini e dai rumori del conflitto.
- IV. The Test That Stumped Them All – Il personaggio, rinchiuso in un manicomio, soffre di schizofrenia ed è convinto in realtà di essere una rockstar di successo (o di esserlo stato, come è evidente dalle prime strofe) e pensa che i medici lo stiano usando come cavia.
- V. Goodnight Kiss – Una donna, sofferente di disturbo depressivo maggiore, non riesce a darsi pace per la perdita della figlia.
- VI. Solitary Shell – Viene descritto un personaggio con un disturbo dello spettro autistico, che tende a isolarsi dal mondo esterno, come se vivesse in un guscio.
- VII. About to Crash (Reprise) – La protagonista è la stessa di About to Crash. Questa volta viene esaltato il momento in cui la ragazza, a causa della malattia, cambia stato d'animo sentendosi invincibile e piena di forza, consapevole però che da un momento all'altro passerà allo stato d'animo opposto.
- VIII. Losing Time / Grand Finale – La traccia è divisa in due parti. In Losing Time si parla di una donna affetta da disturbo dissociativo dell'identità, che quindi spesso si trova a compiere delle azioni di cui non ha memoria, o trovarsi in luoghi o situazioni senza capire come abbia fatto. Grand Finale diventa invece una considerazione su come l'uomo, per reagire alle sue sofferenze e alle paure, che si impadroniscono della sua vita, ricorra al sentimento della speranza e, in un certo senso, sfugge dal mondo che lo circonda attraverso le illusioni. Al termine della canzone, ogni verso della strofa conclusiva fa riferimento ad una delle storie appena citate, per concludere mostrando che questo è stato un viaggio nella mente dell'uomo, che anche in situazioni così diverse, si comporta sempre allo stesso modo.

## Tracce
1. I. Overture – 6:50 (musica: Dream Theater)
2. II. About to Crash – 5:51 (testo: John Petrucci – musica: Dream Theater)
3. III. War Inside My Head – 2:08 (testo: Mike Portnoy – musica: Dream Theater)
4. IV. The Test That Stumped Them All – 5:03 (testo: Mike Portnoy – musica: Dream Theater)
5. V. Goodnight Kiss – 6:17 (testo: Mike Portnoy – musica: Dream Theater)
6. VI. Solitary Shell – 5:48 (testo: John Petrucci – musica: Dream Theater)
7. VII. About to Crash (Reprise) – 4:05 (testo: John Petrucci – musica: Dream Theater)
8. VIII. Losing Time / Grand Finale – 6:01 (testo: John Petrucci – musica: Dream Theater)